# Ienobu Tokugawa
Ienobu Tokugawa (徳川 家宣) (11. června 1662 – 12. listopadu 1712) byl šestým šógunem dynastie Tokugawa (období Edo). Byl nejstarším synem Cunašige Tokugawy, a byl tak synovcem Iecuna Tokugawy a Cunajoši Tokugawy, vnukem Iemicu Tokugawy, pravnukem Hidetady Tokugawy a pra-pravnukem Iejasu Tokugaw. Jeho působení bylo silně poznamenáno konfucianismem.

## Mládí
Ienobu Tokugawa se narodil roku 1662 jako nejstarší syn Cunašige Tokugawy. Jeho matkou byla konkubína Čóšóin (長昌院) (1637–1664). Cunašige byl prostředním ze tří bratrů, dalšími dvěma byli Iecuna Tokugawa a Cunajoši Tokugawa. V roce 1662 byl Ienobuův strýc Iecuna šógunem a jeho otec Cunašige daimjó na Kófu, což bylo pro klan Tokugawů velmi důležité území. Než se stal Ienobu šógunem, tak se jmenoval Cunatojo Tokugawa, čtvrtý daimjó Kófu. V dětství pak byl nazýván Toramasu (虎松).
Cunatojo se 18. prosince 1679 oženil s tehdy třináctiletou Hiroko Konoe (熙子). To byla dcera kancléře Motohira Konoe.
O Ienobuově mládí toho není známo mnoho. Když Iecuna Tokugawa roku 1680 zemřel, měl Ienobu nárok, stát se podle pořadí dalším šógunem rodu Tokugawa. Rada však rozhodla, že ho vynechá ve prospěch jeho strýce Cunajošiho Tokugawy. Jeho léno však bylo rozšířeno o 100 000 koku.
Cunajoši Tokugawa však nezplodil mužského dědice, čímž opět zvýšila šance, že se Ienobu stane šógunem. Ienobu nicméně nebyl připravován na roli v šógunátu, od malička byl vychováván spíše jako nástupce svého otce Cunašigeho ve funkci daimjóa Kófu. Tím se také po Cunašigeho smrti roku 1678 stal.
V roce 1694 byl Ienobuovým osobním učitelem a poradcem jmenován rónin (a konfucián) Arai Hakuseki (新井 白石, 24. března 1657 – 29. června 1725). Hakuseki býval učitelem v Edu, ale filozof Kinošita Jun'an ho doporučil jako osobního učitele pro Ienobua Tokugawu. Hakuseki byl proto povolán do jeho sídla v Edu. Do roku 1709, kdy se Ienobu stal šógunem, mu Hakuseki poskytl na 2000 lekcí o čínských klasicích textech a konfucianismu. Ienobu tedy navázal na svého předchůdce Cunajošiho, který byl velkým patronem čínských klasiků a neokonfucianismu. Po Ienobuově nástupu do vedení bakufu zůstal už Hakuseki Ienobuovým hlavním poradcem po zbytek jeho života. Dokonce pro něj napsal knihu nazvanou Hankanpu, která zahrnuje historii různých japonských lén mezi roky 1600 a 1680.

## Šógun
Když byl roku 1704 Cunatojo adoptován šógunem Cunajošim, změnil si jméno na Ienobu a přestěhoval se s rodinou do západního křídla hradu v Edu. Když potom roku 1709 Cunajoši zemřel, aniž by zanechal mužského potomka, byl novým šógunem jmenován právě Ienobu. Důvody byly dva:
- Byl jediným zbývajícím přímým potomkem Iejasu Tokugawy. V kontextu vnitřní politiky bakufu posledních dnů Cunajošiho vlády tohle byl ale vedlejší důvod. [3]
- Hlavním důvodm bylo, že Ienobu byl favoritem několika vysokých šlechticů bakufu, zejména pak manželky zesnulého šóguna.[4]

Po uvedení do funkce se Ienobu zbavil Cunajošiho hlavního rádce Jošijasu Janagisawy (1658-1714), který byl jmenován Ienobuovým nástupcem ve funkci daimjó v Kófu. Hlavním ienobuových rádcem zůstal Arai Hakuseki. V duchu konfuciánské "benevolence" udělil nový šógun v prvním roce vlády 8831 milostí. Zrušil také daně z alkoholu.
Ienobu se také pokoušel o zlepšení vztahů s císařským dvorem v Kjótu. V roce 1711 přijel do Eda z Kjóta regent Fudžiwara Konoe Motohiro, aby se stal prostředníkem při jednání mezi šógunem Ienobuem a císařem Nakamikadem a jeho šlechtou. Na doporučení Arai Hakusekiho bylo poté zrušeno pravidlo pro členy císařské rodiny, podle něhož měly být císařovi synové umisťovány do klášterů. Bakufu také císařovu dvoru poskytlo nové finanční dotace a bylo obnoveno mnoho dvorských obřadů.
Pro stabilizaci rozpočtu šógunátu byl omezen dovoz luxusního zboží přes Nagasaki a zároveň byly udržovány kontakty se sousedními zeměmi prostřednictvím vyslanců.
Šógun Ienobu zemřel 14. listopadu 1712 ve věku 51 let. Příčinou jeho smrti bylo nachlazení nebo chřipka. Jeho hrob se nachází v chrámu Zójó-dži (Minato). Posmrtně mu bylo uděleno jméno Bunshó-in a titul kancléře Velké rady státu (Dajō Daijin). Když byly jeho ostatky přemísťovány, byly podrobeny antropologickému výzkumu (Hasaši Suzuki, dlouholetý profesor na Tokijské univerzitě). Ienobu měřil asi 1,60 m (tedy o něco vyšší než byl tehdejší japonský průměr), jeho krevní skupina byla nula a měl shrbená záda.
Nástupcem se stal jeho tehdy nezletilý syn Iecugu Tokugawa.